# Сеттинг (психология)
Се́ттинг (от англ. setting — «помещение», «установка», «обстановка») — необходимые для психотерапевтического сеанса условия и ограничения, накладываемые на процесс его проведения. Зависят от вида психотерапии.

## Виды

### Психоаналитический
В психоанализе термин «сеттинг» используется, чтобы определить изначальные установки (необходимые и достаточные условия для прохождения сеанса психотерапии). Число и название этих установок строго регламентировано:
1. Время — периодичность (частота) и длительность сеансов.
2. Место — комплексное понятие, определяющее территориальное местоположение, внутренний интерьер и расстановку мебели, расположение клиента и психолога относительно друг друга (лицом к лицу, на кушетке спиной к психотерапевту), положение клиента в процессе консультации (сидя, полулёжа, лёжа) и др.
3. Оплата — размер, способ и периодичность оплаты услуг психотерапевта устанавливается на установочном сеттинге (первичной консультации). Предполагается, что внесение оплаты не только способствует стабильности посещения, но задаёт мотивированность клиента на позитивный результат от процесса психотерапии.[1]

## Дополнительная информация
Авторы классического учебника «Современный психоанализ» Х. Томэ и Х. Кэхеле определяют сеттинг как организацию аналитической ситуации, включающую частоту и продолжительность сессий, возможность телефонных звонков и ведения аудиозаписей, обстановку в кабинете терапевта, использование кушетки и т. д.
О. Кернберг говорит о понятии «психоаналитической рамки»: регулярности сеансов, временной и пространственной организации встреч, правиле свободных ассоциаций пациента и технической нейтральности аналитика.
Определение психологического сеттинга в Психологической энциклопедии говорит, что сеттинг «оказывает существенное влияние на протекание любого терапевтического сеанса, но его значение не всегда осознаётся не только клиентами, но и многими терапевтами».
«… сеттинг описывает базовую договоренность, необходимую для проведения лечения, он рассматривался как всего лишь структурная или физическая предпосылка плюс контракт о лечении и кодекс поведения для пациента и терапевта, без дальнейшего его уточнения. То есть он, казалось, не нуждается в дальнейшем обсуждении — сеттинг присутствует везде, в разных сферах и ситуациях. Фрейд был первым, кто описал роль психоаналитического сеттинга как базовую платформу для лечения; в серии статей по технике психоанализа он сосредоточился на этом в некоторых моментах». Терапевтический сеттинг в психоанализе и психотерапии. Г. Голдсмит
«… любое нарушение сеттинга пациентом не является случайным, а есть продолжение глубинных бессознательных проблем пациента, которые необходимо анализировать, а также то обстоятельство, что для пациентов с асоциальными тенденциями установление сеттинга несет в себе ярко выраженный терапевтический эффект». О терапевтическом аспекте сеттинга. В. А. Осипов
Выполнение условий сеттинга (изначальных установок) имеет множество функций в процессе психотерапии:
- позволяет наладить эффективное взаимодействие;
- позволяет достичь большего терапевтического эффекта;
- самоорганизуют клиента, а также и самого психолога;
- мотивирует клиента — добавляет заинтересованность;
- оказывает неосознанное положительное влияние на процесс психотерапии;
- и др.

Изменение условий проведения сеттинга возможно в зависимости от используемой методики и стадии психотерапевтического процесса. Также некоторые особые условия могут быть выдвинуты (но могут быть и отвергнуты) терапевтом или даже самим клиентом.
С различными категориями клиентов может быть использован различный сеттинг.